# Nanothamnus
Nanothamnus es un género monotípico de plantas fanerógamas de la familia de las asteráceas. Su única especie: Nanothamnus sericeus, es originaria de la India.

## Taxonomía
Nanothamnus sericeus fue descrita por Thomas Thomson y publicado en Journal of the Linnean Society, Botany 9: 342, 344, pl. 3. 1867.